# Ahhotep I
Ahhotep I (anche Aahhotep, "Iah è contento") (... – Tebe, dopo il 1500 a.C.) è stata una regina egizia della XVII dinastia.
Fu figlia, sorella, madre e Grande sposa reale di faraoni, nonché reggente del giovanissimo figlio Ahmose I nella dura guerra per la cacciata degli hyksos dal Paese, nel periodo compreso tra la fine della XVII dinastia (e del Secondo Periodo Intermedio) e all'ascesa della XVIII dinastia; il suo ruolo nella liberazione del Paese le guadagnò la gratitudine e la venerazione del figlio e del popolo egizio. Ebbe una vita lunga e influente. Sua madre fu la regina Tetisheri, suo padre il faraone Senekhtenra Ahmose; andò in sposa al proprio fratello Seqenenra Ta'o. Ebbe i titoli di "Grande sposa reale" e "Unita al Portatore della Corona Bianca" (khnemet nefer hedjet); il titolo di "Madre del re" (mwt niswt) è stato individuato sul suo sarcofago, scoperto a Deir el-Bahari. 

## Differenti Ahhotep

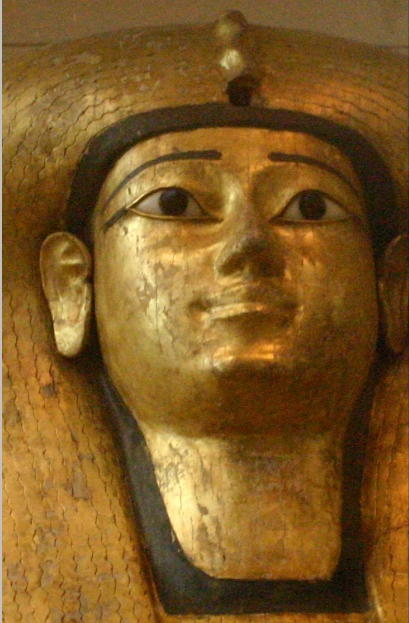
Il sarcofago di una regina Ahhotep, scoperto a Dra Abu el-Naga - oggi attribuito ad Ahhotep II. Museo egizio del Cairo.

L'identificazione e la collocazione cronologica delle regine di nome Ahhotep è cambiata nel corso degli anni. 
Fine del XIX secolo: Ahhotep I era ritenuta una sposa di Senekhtenra Ahmose. Alcuni esperti si dissero del parere che il sarcofago di una regina Ahhotep scoperto a Deir el-Bahari e quello di una regina omonima e coeva scoperto a Dra Abu el-Naga appartenessero entrambi a lei. Ahhotep II era ritenuta una moglie di Amenofi I. Alcuni ritenevano che il sarcofago di Deir el-Bahari appartenesse al corredo funebre di questa Ahhotep II.
Fine del XX secolo: negli anni '70 apparve ormai certo che il sarcofago di Deir el-Bahari recava il titolo di "Madre del re" e che Amenofi I non ebbe figli. Tale titolo doveva riferirsi alla madre di Ahmose I. Nel 1982, Robins ipotizzò che Ahhotep I fosse la proprietaria del sarcofago dorato di Dra Abu el-Naga, Ahhotep II quella del sarcofago di Deir el-Bahari e una fantomatica "Ahhotep III" la regina menzionata sulla statua di un principe Ahmose. 
XXI secolo: seguendo la ricostruzione di Aidan Dodson e Dyan Hilton (2004), Ahhotep I sarebbe stata consorte di Seqenenra Ta'o e la madre di Ahmose I. Ahhotep II sarebbe invece la regina nota grazie al sarcofago dorato di Dra Abu el-Naga e, forse, sposa di Kamose. Non sarebbe esistita alcuna "Ahhotep III". 

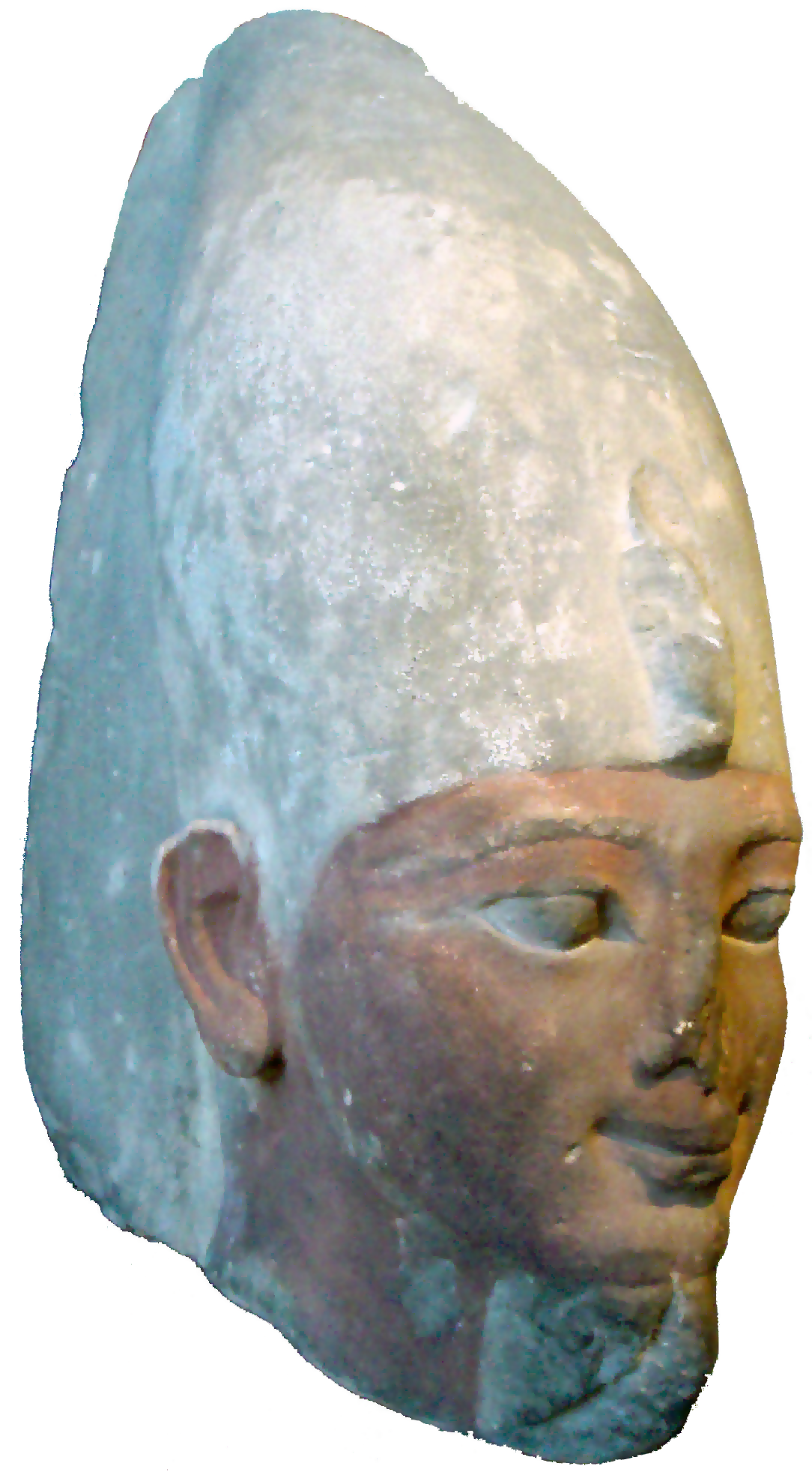
Testa di una statua di Ahmose I. Brooklyn Museum, New York.

## Famiglia
Ahhotep I era figlia del faraone Senekhtenra Ahmose (che regnò molto brevemente intorno al 1560 a.C.) e della Grande sposa reale Tetisheri. Andò in sposa, com'era costume nella famiglia reale egizia, al proprio fratello Seqenenra Ta'o, il quale pure ebbe un regno molto breve, forse a partire dal 1558 a.C. Fu probabilmente la madre del grande Ahmose I, che completò la riunificazione dell'Egitto negli anni '40 del secolo. L'esatto legame di Ahhotep I con il poco conosciuto predecessore di Ahmose I, re Kamose (ca. 1555 - 1550 a.C.) non è noto con certezza: forse fu un suo fratellastro (e fratello di Seqenenra Ta'o), oppure suo figlio. Fra gli altri figli di Ahhotep I vi fu la futura Grande sposa reale Ahmose Nefertari, che andò in sposa al fratello Ahmose I. Gli altri furono il principe Ahmose-Sipair, il principe Binpu, la principessa Ahmose-Henutemipet, la principessa Ahmose-Nebetta e la principessa Ahmose-Tumerisi.

## Biografia

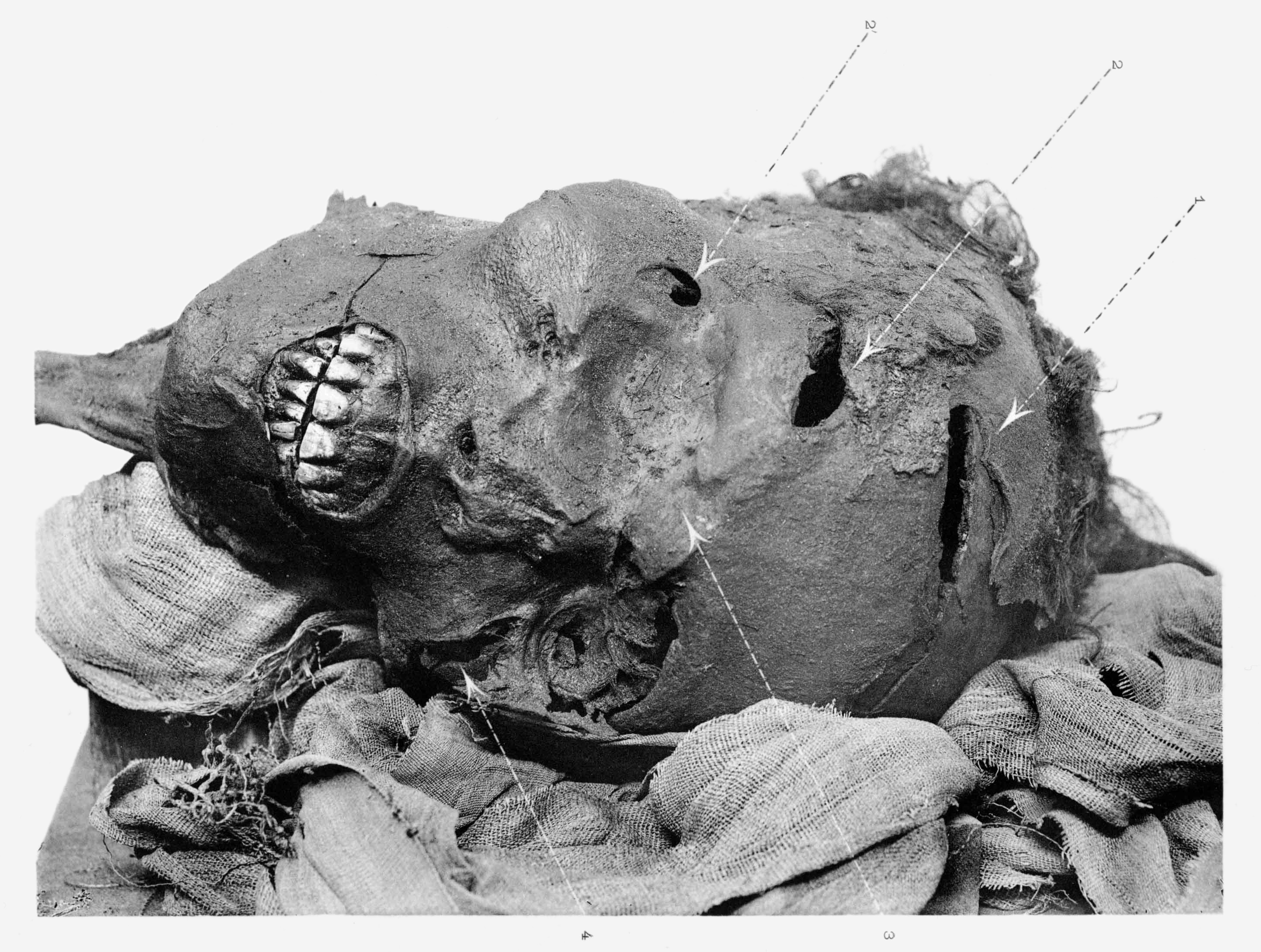
La testa della mummia di Seqenenra Ta'o. Le frecce indicano le ferite (fotografia dell'anatomista G.Elliot Smith, 1912).

Governò effettivamente l'Alto Egitto, come reggente del figlio Ahmose I durante la minore età di questi, per un decennio, a partire dalla morte di Kamose, che avvenne nel bel mezzo della guerra contro gli hyksos. Lo stesso faraone Seqenenra Ta'o, marito di Ahhotep I, aveva perso la vita in circostanze tragiche, nel corso di questa guerra di liberazione - come attesta la sua mummia martoriata:

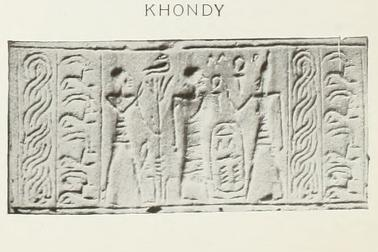
Sigillo cilindrico attribuito al re hyksos Khamudi, ultimo occupante del Basso Egitto, sconfitto da Ahhotep I e Ahmose I. Museo egizio del Cairo.

Una stele risalente al regno di Ahmose I fa capire che Ahhotep potrebbe aver radunato delle truppe, giocando un ruolo nella difesa di Tebe. Non si sa quando questo episodio ebbe luogo - forse subito dopo la morte di re Seqenenra Ta'o o Kamose:
Ahhotep I è menzionata sulla Stele di Karesh (CG 34003), datata al 10º anno di regno di Amenofi I, e sulla Stele del maggiordomo Iuf (CG 34009), che la servì. Iuf (che fu anche maggiordomo della regina Ahmose, sposa di Thutmose I e madre di Hatshepsut) si riferisce ad Ahhotep I come madre di Ahmose I. Da ciò si arguisce che la regina Ahhotep I potrebbe aver vissuto per circa 90 anni, un'età assai rara nell'antico Egitto: la Stele di Iuf ne porrebbe infatti il decesso durante il regno di Thutmose I, quindi dopo il 1500 a C. circa. 

## Tomba
Un sarcofago di grandi dimensioni è oggi attribuito al corredo funebre della regina, e la rappresenta con parrucca tripartita e modio. Fu scoperto nel 1881 a Deir el-Bahari, nel celebre "nascondiglio", riutilizzato per la sepoltura di Pinedjem I, "Primo Profeta di Amon", che visse ben cinque secoli dopo Ahhotep I. Le fu dedicato un culto post mortem promosso dal figlio Ahmose I così come era stato per la madre, la regina Tetisheri, e come avverrà per l'altrettanto grande regina che le succedette sul trono, la figlia Ahmose Nefertari. 

## Liste reali
Il nome di Ahhotep non compare nelle liste reali a noi note.

## Titolatura
La titolatura di Ahhotep I è
| N12 | R4 · t · p |

| N12 | R4 · t · p |

| N12 | R4 · t · p |

| N12 | R4 · t · p |

ah htp -Iah è contento

## Cronologia
| Periodo                    | Dinastia | Anni di regno               |
| Secondo periodo intermedio | XVII     | 1535 a.C. - 1525 a.C. circa |

| predecessore: Kamose | Reggente | successore: Ahmose I |

| Dinastie contemporanee | Capitale |
| XV                     | Avaris   |